# Tokyo Yakult Swallows
Tokyo Yakult Swallows (jap. 東京ヤクルトスワローズ Tōkyō Yakuruto Suwarōzu) – japoński klub baseballowy z Tokio, występujący w zawodowej lidze Nippon Professional Baseball. Wygrał 9 mistrzostw Central League i 6 mistrzostw Japan Series. Od 1964 roku swoje mecze rozgrywa na stadionie Meiji Jingu.
Klub powstał w 1950 roku pod nazwą Kokutetsu Swallows i występował tak aż do 1965. W późniejszym okresie kilkakrotnie zmieniał nazwę (Sankei Swallows 1965 ; Sankei Atoms 1966–1973 ; Yakult Swallows 1974-2005. Od 2006 r. występuje jako Tokyo Yakult Swallows.
Maskotką drużyny jest czarna jaskółka z czerwoną twarzą o imieniu Tsubakuro (つば九郎). Znany jest ze swoich waśni z maskotkami Orix Buffaloes. Zawsze nosi kask do odbijania. Ilekroć Jaskółki noszą specjalne domowe stroje, Tsubakuro również nosi to samo.

## Sukcesy
- Zwycięstwa w Japan Series (5):
1978, 1993, 1995, 1997, 2001
- Zwycięstwa w Central League (6):
1978, 1992, 1993, 1995, 1997, 2001)